# Adolf Brütt
Adolf Brütt (10. maj 1855 – 6. november 1939) var en nordtysk billedhugger. Han er født i Husum i Slesvig. 
Han blev uddannet som billedhugger i Kiel. Senere blev han kunstprofessor i Berlin. 
Han fremstillede bl.a. Tinebrønden i Husum. Adolf Brütt var meget tysksindet og opførte bl.a. Bismarckstatuen på Knivsbjerget.